# Љутоглава
Љутоглава (алб. Lutogllavë) је насељено место у општини Пећ, на Косову и Метохији. Према попису становништва из 2011. у насељу је живео 951 становник.

## Становништво
Према попису из 2011. године, Љутоглава има следећи етнички састав становништва:
| Националност | 2011.        |
| Албанци      | 886 (93,17%) |
| Египћани     | 51 (5,36%)   |
| Бошњаци      | 14 (1,47%)   |
| Укупно       | 951          |

| Демографија | Демографија | Демографија |
| Година      | Становника  | Становника  |
| ----------- | ----------- | ----------- |
| 1948.       | 492         |             |
| 1953.       | 516         |             |
| 1961.       | 644         |             |
| 1971.       | 862         |             |
| 1981.       | 1.097       |             |
| 1991.       | 1.111       |             |
| 2011.       | 951         |             |